# Batalla del Gabón
La batalla del Gabón fue una batalla que tuvo lugar en el Gabón, en noviembre de 1940, formando parte del Frente de África y Medio Oriente, durante la Segunda Guerra Mundial. La batalla finalizó con la toma de Libreville (Gabón) por las Fuerzas Francesas Libres bajo el mando del general Charles de Gaulle y la liberación del África Ecuatorial Francesa de las fuerzas del régimen de Vichy, que actuaba en la práctica casi como aliado de la Alemania nazi.

## Contexto
El 8 de octubre, el general Charles de Gaulle llegó a Duala, antes de autorizar, el 12 de octubre, el estudio de planes para la invasión del Gabón. Quería utilizar el África Ecuatorial francesa como base de retaguardia desde la que podría lanzar ataques contra la colonia italiana de Libia, pero que además podía servir igualmente para vigilar la situación en el Chad, al norte.
El 27 de octubre, las Fuerzas Francesas Libres atravesaron Gabón y tomaron la ciudad de Mitzic. El 5 de noviembre, la guarnición vichysista de Lambaréné capituló, mientras que el grueso de las Fuerzas Francesas Libres, al mando de los generales Leclerc y Koenig abandonaban Douala, en el Camerún francés, para tomar Libreville.

## Desarrollo de la batalla
El 8 de noviembre, el HMS Milford hundió al submarino Poncelet, perteneciente a las fuerzas de Vichy. Los hombres de Koenig, incluidos los soldados de la Legión Extranjera (especialmente la 13.ª Media Brigada de la Legión Extranjera), y algunos tiradores senegaleses y cameruneses desembarcaron en Pointe La Mondah.
El 9 de noviembre, unos aviones Lysander procedentes de Duala bombardearon el aeródromo de Libreville. Koenig encontró una resistencia importante en las cercanías de la ciudad, pero logró apoderarse del aeródromo. Las fuerzas navales de las Fuerzas Francesas Libres, a bordo del aviso Savorgnan de Brazza atacaron y hundieron al aviso vichysta Bougainville.
El 12 de noviembre, el resto de las fuerzas de Vichy capituló en Port-Gentil. El gobernador Masson, desesperado, se suicidó.

## Desarrollo ulterior
El 15 de noviembre, el llamamiento personal del general de Gaulle no logró convencer a los hombres de Vichy, los cuales, con el general Tetu al frente, fueron internados como prisioneros de guerra en Brazzaville, en el Congo durante todo el resto de la duración de la guerra.